# Christophe Lion
Christophe Lion, né le 25 mars 1971 à Auxerre, est un joueur français de basket-ball, évoluant au poste d'ailier (1,92 m).

## Carrière

### Entraineur
- 2003-2008 :  SLUC Nancy (NF 2).
- depuis 2010 :  St Dié Vosges Basket (NM 3).

### Autres fonctions
- 2003-2008 :  SLUC Nancy : Responsable du centre de formation d'apprenti du SLUC Nancy Basket Association.

### Palmarès
- Champion de France de Pro B avec Nancy en 1994
- Vainqueur de la coupe de France de basket-ball avec l'ASVEL en 1996
- Finaliste du championnat de France de basket-ball avec l'ASVEL en 1996
- Demi-finaliste de la coupe Korać avec l'ASVEL contre Milan en 1996

### Équipe nationale
- International cadet  (23 sélections)
- International junior (36 sélections)
- international espoirs (21 sélections)